# Vierge à l'Enfant (entourage de Bosch)
La Vierge à l'Enfant est un tableau du début du XVIe siècle attribué sans certitude à Jérôme Bosch ou à un peintre anonyme comptant parmi les collaborateurs ou les suiveurs de ce maître.

## Description
Signé en bas à gauche (« Jheronimus bosch »),, ce panneau de chêne (100,5 × 71 cm) est constitué de trois planches assemblées au moyen de chevilles en bois.
Il montre, au premier plan, la Vierge Marie allaitant l'Enfant Jésus, vêtue de rouge et trônant sous un dais soutenu par deux colonnettes en marbre. Ce type d'iconographie est tributaire des œuvres des primitifs flamands du XVe siècle, dont la Vierge de Lucques de Jan van Eyck (1436) est un exemple notable.
Conformément à la tradition médiévale de la typologie biblique, le bas-relief à la base de la colonne de droite représente l'adoration du veau d'or, scène vétérotestamentaire constituant un antitype de la vénération de l'Enfant Jésus. Légèrement en retrait, deux anges musiciens jouent du luth et de la harpe.
À l'arrière-plan, on voit une scène idyllique à gauche et un décor moins avenant à droite. Dans le paysage de gauche, situé à la droite de la Vierge et de l'Enfant, on distingue une fontaine de vie évoquant le Paradis, puis la lisière d'un bois et, encore plus loin, une ville fortifiée. À droite, par la porte d'une étrange bâtisse surmontée de statues menaçantes, on aperçoit une vieille femme dans l'intérieur sombre d'une cuisine. L'obscurité inquiétante de ce lieu évoque peut-être l'Enfer, ce qui serait cohérent avec sa situation à la gauche de Marie et de Jésus. Ces allusions au Paradis et à l'Enfer, de part-et-d'autre d'une Vierge placée en position d'intercession, laissent penser que ce panneau n'a peut-être jamais été flanqué de volets au sein d'un triptyque. Il devait donc s'agir d'un tableau autonome destiné à la dévotion privée.
Malgré des lacunes et des soulèvements de la couche picturale ainsi que d'assez lourds repeints qui en ont altéré la lisibilité (notamment sur les visages, le trône et toute la partie inférieure), plusieurs détails présentent une forte parenté avec des œuvres peintes par Bosch autour de 1500. Par exemple, sur le chapiteau de la colonne de droite, la manière fluide et assurée avec laquelle est peint le relief d'un homme chevauchant une biche se retrouve sur le panneau central du Triptyque des ermites (vers 1495-1505), dans le détail du relief avec un homme attaquant une licorne (à côté de saint Jérôme). Il en va de même du bas-relief surmontant l'entrée du bâtiment de droite et représentant deux hommes portant avec peine une immense grappe de raisin : ce détail, emprunté à l'Ancien Testament (Nombres 13:23), est présent sur le décor de ruines du panneau central du triptyque de La Tentation de saint Antoine (vers 1498-1503),.

## Historique

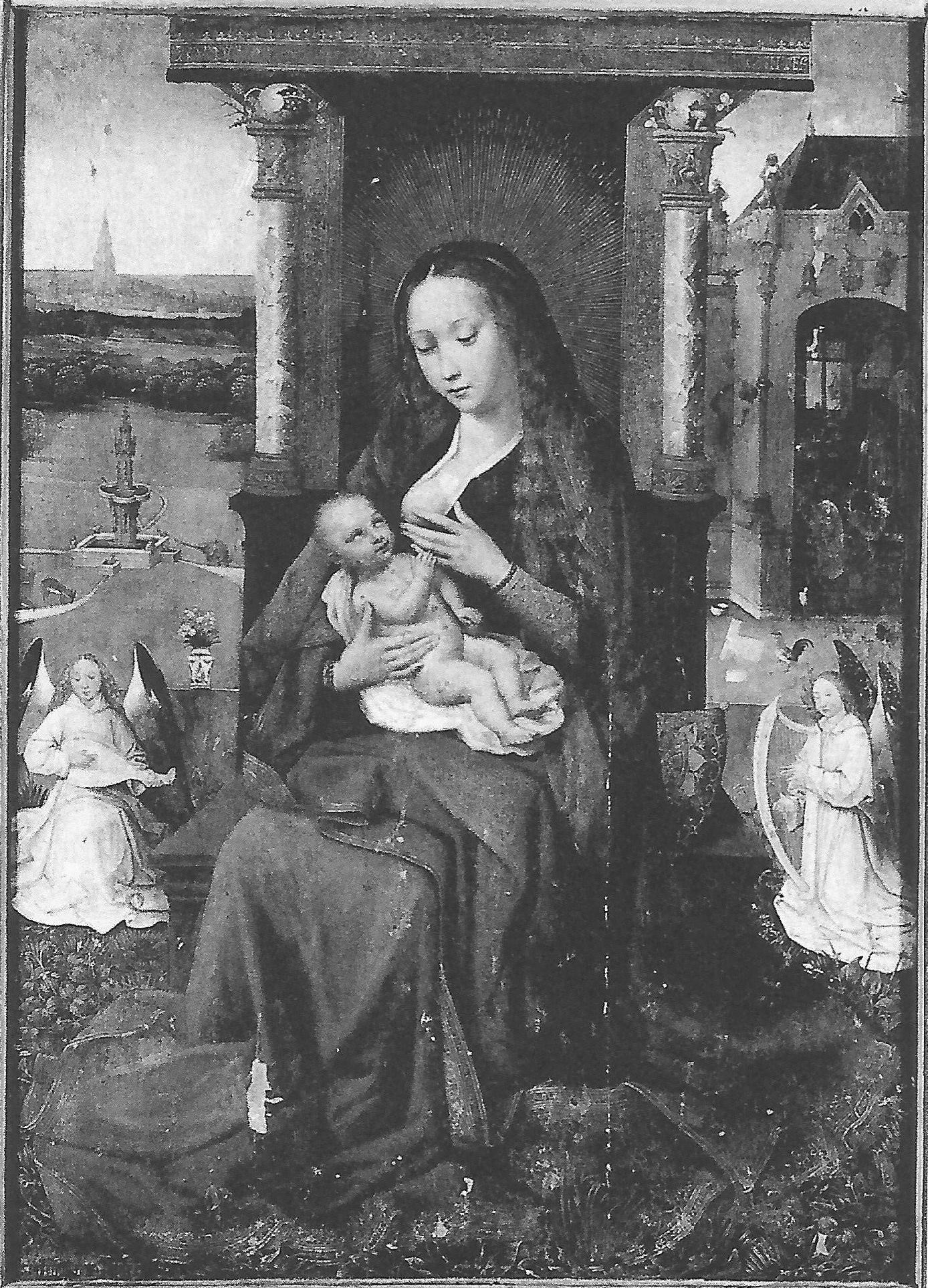
Photographie en noir et blanc.

Inconnue des historiens de l'art jusqu'en 1989, l’œuvre appartenait jusqu'à cette date à une famille normande[réf. nécessaire]. Après un examen par le laboratoire du Louvre en mars 1989 puis la délivrance d'une licence d'exportation par le gouvernement français, la Vierge à l'Enfant, d'abord mise en vente à Châteaudun, est cédée aux enchères en Suisse.
Acquis par un collectionneur privé de Gand, le tableau est nettoyé et partiellement restauré en 2002.

## Datation et attribution
En 1989, le laboratoire du Louvre a jugé l'attribution à Bosch « douteuse », ce qui a permis l'exportation du tableau hors de France.
En 2001, l'analyse dendrochronologique effectuée par Peter Klein démontre que le panneau a pu être peint à partir de 1494, mais encore plus vraisemblablement à partir de 1500. Paul Vandenbroeck propose alors d'attribuer le tableau à l'« entourage » de Bosch et, éventuellement, à Gielis Panhedel.
En 2004, Frédéric Elsig propose de dater la Vierge à l'Enfant vers 1505-1510. Après y avoir observé une manière assez fluide mais moins souple que celle de Bosch, Elsig y voit la main d'un collaborateur du maître. Selon ce même chercheur, l'artiste en question, qu'il présente comme l'auteur principal du Jugement dernier de Bruges, pourrait être Anthonis van Aken, un neveu de Bosch.
N'ayant pu examiner directement le tableau avant la parution de leur Catalogue raisonné en 2016, les experts du BRCP n'ont pas proposé d'attribution. Ils estiment néanmoins, sur la base de la documentation réunie par le Centre de recherche et de restauration des musées de France, qu'il pourrait s'agir « d'une œuvre très proche de Jérôme Bosch » et qu'une nouvelle analyse scientifique reste nécessaire afin de « trancher le statut de ce panneau ».